# Petrichus marmoratus
Petrichus marmoratus là một loài nhện trong họ Philodromidae.
Loài này thuộc chi Petrichus. Petrichus marmoratus được Eugène Simon miêu tả năm 1886.